# Amy Chow
Amy Chow (San José (California), 15 de mayo de 1978) es una gimnasta artística estadounidense, campeona olímpica en 1996 en el concurso por equipos.

## Carrera deportiva
En el Mundial de Dortmund 1994 consigue la plata en el concurso por equipos, tras Rumania y por delante de Rusia, siendo sus compañeras de equipo: Dominique Dawes, Kerri Strug, Amanda Borden, Jaycie Phelps, Larissa Fontaine y Shannon Miller.
En los JJ. OO. de Atlanta (Estados Unidos) de 1996 gana el oro en el concurso por equipos —por delante de Rusia y Rumania—, y la plata en barras asimétricas, tras la rusa Svetlana Khorkina y por delante de la china Bi Wenjing (bronce).
En las Olimpiadas de Sídney 2000 gana la medalla de bronce en el concurso por equipos, por detrás de Rumania (oro) y Rusia (plata), siendo sus colegas de equipo: Jamie Dantzscher, Dominique Dawes, Kristen Maloney, Elise Ray y Tasha Schwikert.